# Межотне
Ме́жотне (латыш. Mežotne), до 1918 Мезоттен (нем. Mesothen) — село в Латвии, административный центр Межотненской волости Бауского края. Известно благодаря поместью князей Ливенов — одному из лучших примеров классицизма на территории Прибалтики.

## Начальный этап
Уже в I—II столетиях нашей эры, согласно археологическим раскопкам и летописным свидетельствам, вокруг древнего межотненского замка располагалось торгово-ремесленное поселение. Аналогичные места компактного проживания торговцев и ремесленников располагались в этот же период в окрестностях крупных укреплённых военных центров в Тервете, Ерсике, Добеле. Менее значимые поселения вокруг крепостей существовали также в Ракте, Упмале, Спарнене и Силене, о чём свидетельствуют данные археологических исследований разных лет. Что касается Межотне, то это поселение было основано на пересечении интенсивно используемых сухопутных и речных торговых путей, которые вели в сторону Литвы и Пруссии. Также через Межотне проходил сухопутный торговый путь в сторону Полоцка; это перспективное выгодное местоположение предопределяло экономическое благополучие жителей этого небольшого средневекового поселения в центральной части современной Латвии.

## Средневековый период
Мезоттен (старинное немецкое название Межотне) тесно связан с одним из выдающихся руководителем движения сопротивления участникам Ливонского крестового похода на прибалтийские земли, вождём племени земгалов Виестартсом. Племянник легендарного предводителя земгалов, которого тот прочил себе в наследники, погиб при осаде Мезоттена подразделениями немецких крестоносцев в 1219 году. Зажиточная часть земгалов после многочисленных угроз и увещеваний согласились добровольно принять христианство по католическому образцу из рук немецких крестителей и, приняв условия захватчиков, распахнули ворота мезоттенского замка. До этого по решению зажиточных представителей племени делегация земгалов из Мезоттена была направлена в Ригу для переговоров с епископом Альбертом фон Буксгевденом, который заведовал процессом обращения в христианскую веру языческих племён Ливонии. Формальный повод крещения— необходимость защиты от литовцев; после требования принять христианство посланники отвечали, что они боятся расправы со стороны остальных земгалов, враждебно настроенных к христианской вере. Альберт с целью ознакомления с обстановкой сперва посылает лазутчиков, а затем вместе с хорошо вооружённым войском прибывает из Риги к Мезоттену сам вместе с пробстом герцогом Саксонии Альбрехтом I из Асканийской династии, находившимся в Риге с политическим визитом — оба правителя размещаются в лагере под Мезоттеном.
Известно, что со всей округе к лагерю крестоносцев были призваны люди, изъявившие желание принять христианство — обряд крещения был совершён прямо на месте, всего в христианскую веру перешло более 300 мужчин (хроника не посчитала женщин и детей). После этого был сформирован Межотненский округ, который присоединился к Селийскому епископству (селы также из-за шантажа и навязчивых просьб выразили стремление перейти в христианство приблизительно в это же время). Межотне также получает статус второй резиденции епископа селов.
Земгальские правители согласились впустить немцев в крепость дабы защититься от угрозы вторжения литовских племён. Виестартс, узнав, что в Мезоттене расположен немецкий гарнизон, немедленно направил в сторону крепости свои силы, предпринял штурм, но не взял замка, однако ему удалось нанести сокрушительное поражение частям орденского войска, которые спешили на подмогу к Мезоттену по Лиелупе под командованием магистра Ордена меченосцев Фолквина (занял этот пост после гибели Винно фон Рорбаха в Вендене). Узнав о разгроме воинства Фолквина, немецкие крестоносцы покинули Мезоттен и вернулись в Ригу.
Вскоре после того, как немецкие крестоносцы терпят поражение от Виестартса, и, едва те отступают в Ригу, большая часть земгалов «смывают с себя» христианство возвращаются в лоно языческой церкви. Только в 1272 году новое войско крестоносцев, возглавляемое магистром Ливонского ордена Вальтером фон Нортеком, прибыло к форпосту земгалов, Мезоттену, с ходу взяло его штурмом и учинило кровавую расправу с его жителями, после чего большое количество пленных было отконвоировано орденскими рыцарями в Видземе. Орден построил свой замок на территории Межотне в 1321 году на противоположном берегу от двух старых земгальских городищ.

## Дворянская усадьба

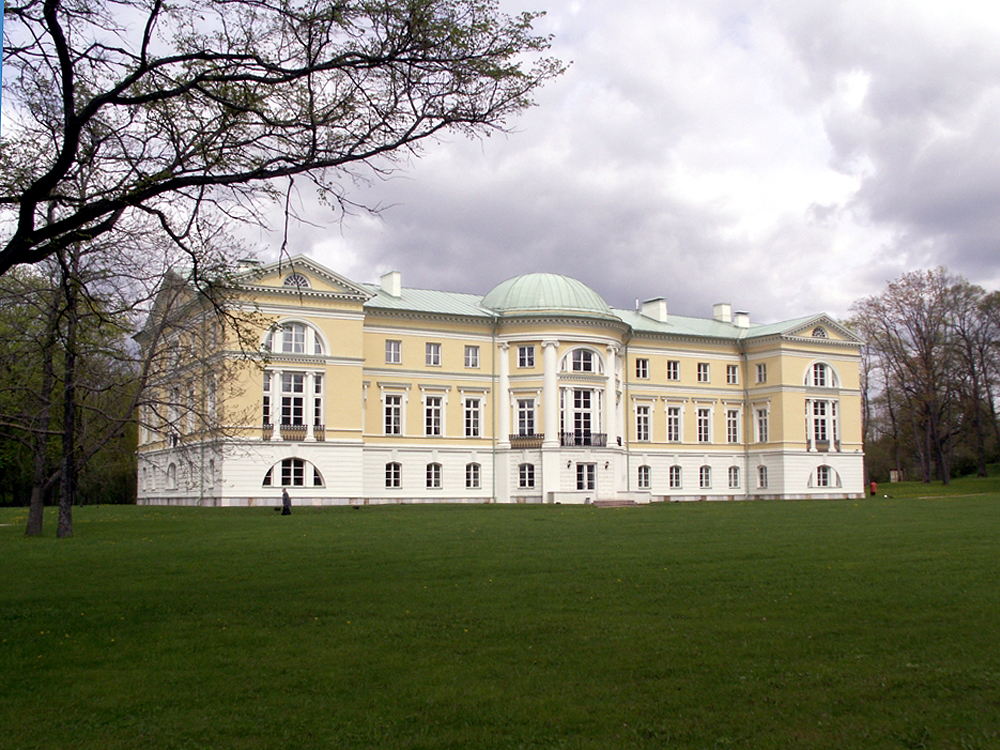
Дворец в Межотне, 2007 г.

В XVII веке в условиях общего экономического развития Курляндского герцогства, которому усиленно способствовал Якоб Кеттлер, активный приверженец торговой стратегии меркантилизма, в окрестностях Мезоттена начинается строительство мануфактур. Одной из самых известных мануфактур Мезоттена является гобеленовая, принадлежавшая герцогской династии; также активно функционировали мануфактуры по производству стекла и бархата.
Семья Биронов, многолетних правителей Курляндии, вместе с баронской семьёй Медемов являлась фактическим владельцем территории Мезоттена: здесь в имении Медемов родилась Анна Доротея Курляндская, известная на всю Европу светская дама с дипломатическими способностями, третья супруга последнего герцога Курляндии Петра Бирона.
В 1797 году имение Мезоттен было даровано императором Павлом I воспитательнице его дочерей и сыновей Николая (будущего императора) и Михаила Шарлотте фон Ливен (урождённой баронессе Гаугребен), вдове генерала-майора Отто-Генриха фон Ливена. Шарлотта Карловна получила положительные рекомендации Юрия Юрьевича Брауна, генерал-губернатора Лифляндии, после чего Екатерина II в 1783 году согласилась призвать её ко двору в качестве воспитательницы её внучек. Об её потомках см. статью Ливены.
В 1798 году Джакомо Кваренги создал проект строительства трёхэтажного роскошного дворца-поместья для Шарлотты фон Ливен. Этот проект реализовал курляндский архитектор Иоганн Берлитц; строительные работы длились до 1802 года. Во время нашествия Наполеона на Российскую империю, в сентябре 1812 года, в окрестностях Мезоттена происходили стычки между прусскими и русскими войсками.

## Новейшее время
До 1920 года последним владельцем Межотненского имения был Анатолий Павлович Ливен, командир сформированного им же Либавского добровольческого стрелкового отряда, ведущей боевой единицы балтийского ландесвера, участвовавшей во взятии Риги 22 мая 1919 года. В 1920 году Ливен потерял своё владение в связи началом аграрной реформы. Реквизированный Межотненский замок перешёл в собственность культурно-образовательного ведомства Латвии — в нём разместилась сельскохозяйственная школа.
В 1944 году дворец пострадал в ходе отступления войсковых соединений вермахта через Курляндию. В 1950 году дворец был восстановлен с частичным изменением внутренней планировки и убранства.